# Roquefort-sur-Soulzon
Roquefort-sur-Soulzon [ʁɔkfɔʁ syʁ sulzɔ̃] ist ein südfranzösischer Ort und eine Gemeinde (commune) mit 502 Einwohnern (Stand 1. Januar 2022) im Süden des Départements Aveyron in Südfrankreich. Das aus zwei kleinen Dörfern (villages) und mehreren Weilern (hameaux) bestehende Gemeindegebiet gehört zum Regionalen Naturpark Grands Causses.

## Lage und Klima
Der ca. 550 m hoch gelegene Ort Roquefort liegt zu Füßen einer steilaufragenden Felsklippe oberhalb der Talsohle des Flüsschens Soulzon, einem Nebenfluss des Cernon. Die Entfernung nach Montpellier beträgt ca. 115 km in südöstlicher Richtung; die sehenswerten Bischofsstädte Rodez und Albi sind ca. 80 km in nordwestlicher Richtung bzw. 90 km in westlicher Richtung entfernt. Das nur selten frostige Klima ist insgesamt eher regnerisch (ca. 935 mm/Jahr).

## Bevölkerungsentwicklung
| Jahr                       | 1800 | 1851 | 1901 | 1954 | 1999 | 2018 |
| Einwohner                  | 362  | 591  | 937  | 1289 | 679  | 552  |
| Quellen: Cassini und INSEE |      |      |      |      |      |      |

Aufgrund der zunehmenden Mechanisierung der Landwirtschaft, der Aufgabe bäuerlicher Kleinbetriebe („Höfesterben“) und der Reblauskrise im Weinbau ist die Bevölkerungszahl der Gemeinde seit den 1950er Jahren konstant rückläufig.

## Wirtschaft
Bekannt ist der Ort vor allem durch seine bereits im 11. Jahrhundert bezeugte Käseproduktion und als Herkunftsort des Edelschimmelkäses Roquefort. Grundlage hierfür sind mehrere Höhlen, die durch Verwerfungen so belüftet sind, dass – mit Hilfe eines Schimmelpilzes (Penicillium roqueforti) – ein optimales Reifeklima für den Käse entsteht.

## Geschichte
Der Ort lag stets abseits aller politischen Strömungen, so dass Daten zur Geschichte fehlen. Vor Jahrtausenden gab es einen gewaltigen Felssturz am Combalou-Felsen, der die Entstehung zahlreicher Hohlräume zur Folge hatte, in denen vielleicht schon in der Antike, vor allem aber im Mittelalter Hirten Schafs- und Ziegenkäse lagerten, der durch natürliche Pilzsporen eine leicht bläuliche Färbung erhielt und einen besonderen Geschmack annahm.

## Sehenswürdigkeiten
- Auf kurzen Wanderungen können die Steinabbrüche am Fuß des Combalou-Felsens besichtigt werden.
- Viele Käsereien sind für Besucher geöffnet.
- Ein ca. 3 m hoher Menhir steht nahe dem Flussufer.
- Die Église de Saint-Pierre ist ein Bau des 19. Jahrhunderts, der jedoch in den 1950er Jahren grundlegend überarbeitet wurde.
- Die Ruine der mittelalterlichen Chapelle de Saint-Pierre ist im Rahmen einer kurzen Wanderung gut zu erreichen.

## Verkehr

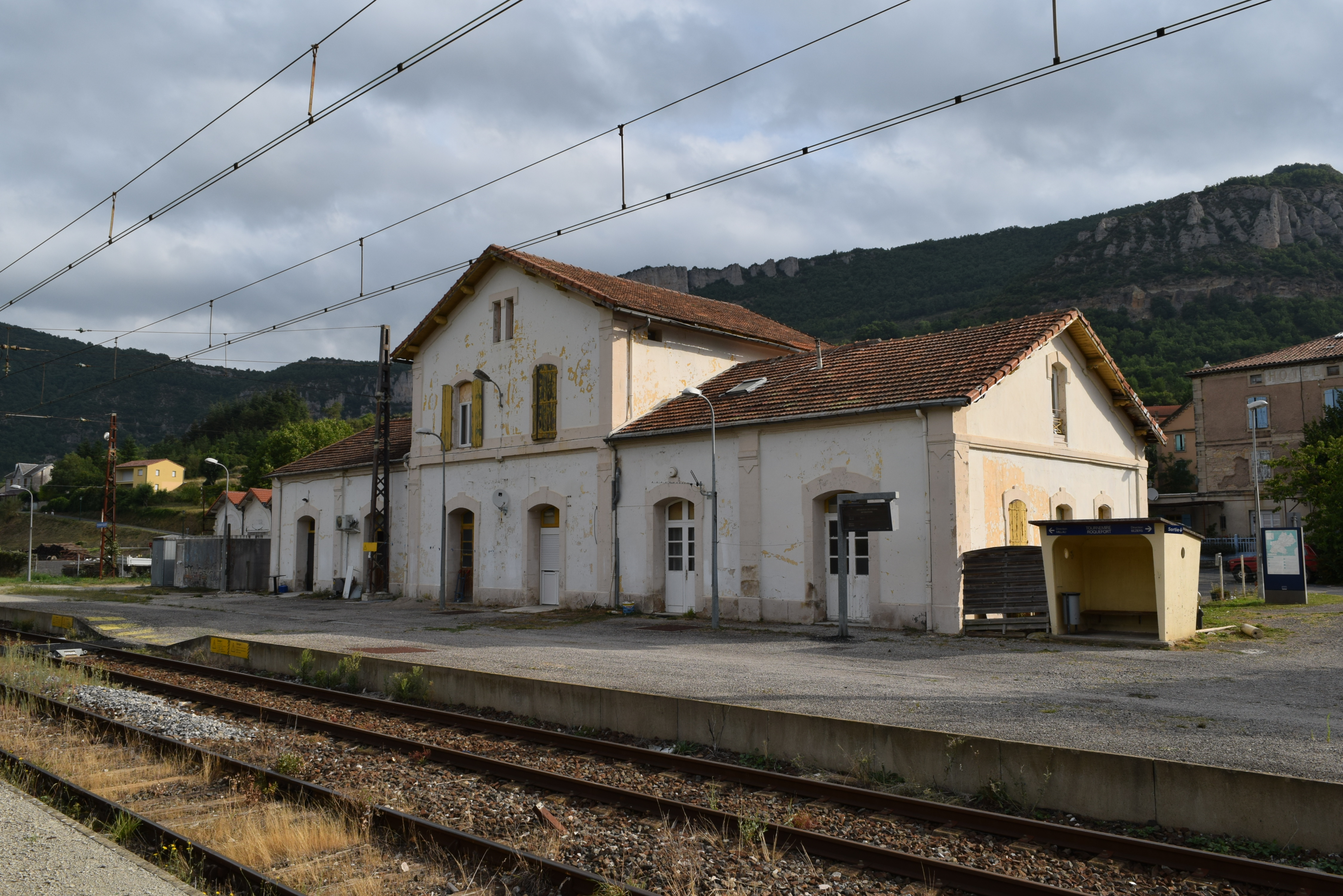
Bahnhof Tournemire-Roquefort

Roquefort hat einen Bahnhof (Gare de Tournemire-Roquefort) an der Bahnstrecke Béziers–Neussargues, die in diesem Abschnitt am 18. Oktober 1874 von der Compagnie des chemins de fer du Midi et du Canal latéral à la Garonne eröffnet wurde. Von dort gingen 1874 eine Strecke nach Saint-Affrique und 1896 eine Strecke nach Le Vigan in Betrieb, auf denen 1938 der Personen- und 1992 bzw. 1980 auch der Güterverkehr eingestellt wurde. Aktuell wird der Bahnhof von Intercités und Regionalzügen des TER Occitanie bedient.
Die nächste Autobahn ist die A 75 mit den Anschlussstellen 47 (La Cavalerie) und 48 (Alzon).